# 동물복지
동물복지(動物福祉, 영어: animal welfare) 또는 동물보호(動物保護) 혹은 동물복리(動物福利)는 일반적으로 인간이 동물에 미치는 고통과 스트레스 등을 없애며, 동물의 심리적 행복을 실현하고 동물의 본래 습성을 유지할 수 있는 환경을 제공하는 것 즉, 동물이 상해 및 질병, 갈증, 굶주림, 스트레스 등에 시달리지 않고 행복한 상태에서 살아갈 수 있도록 하는 것이다. 식용으로 소비되는 소, 돼지, 닭, 오리 등의 가축이 지저분하고 열악한 환경에서 자라지 않고 청결한 곳에서 적절한 보호를 받으며 행복하게 살 권리도 포함된다.

## 장점
정부에서 인증해 주고 이러한 농장에서 나온 축산물에 인증표지를 붙임. 동물복지인증농장에서 자란 동물은 자유로운 환경에서 건강한 사료를 먹기 때문에 병을 이겨내는 능력이 높아 약품을 덜 섭취한다. 또 소비자는 동물복지인증 제품을 구매함으로써 안전한 축산물을 소비할 수 있다.

## 참고 문헌
- 김동훈, 《동물법 이야기》 펫러브, 2013. ISBN 9788996527121
- 템플 그랜딘, 캐서린 존슨 《동물과의 대화》 샘터, 2006 ISBN 978894641551
- 박하재홍, 《돼지도 장난감이 필요해》 슬로비, 2013 ISBN 9791195103904

## 같이 보기
- 공장형 축산
- 미트릭스
- 동물권
- 동물법
- 동물의 5대 자유
  - 배고픔과 갈증, 영양불량으로부터의 자유
  - 불안과 스트레스로부터의 자유
  - 정상적 행동을 표현할 자유
  - 통증 · 상해 · 질병으로부터의 자유
  - 불편함으로부터의 자유